# Stazione di Hackney Central
La stazione di Hackney Central è una stazione situata lungo la ferrovia North London, a servizio del quartiere omonimo, nel borgo londinese di Hackney.

## Storia
La North London Railway (NLR) aprì una stazione chiamata Hackney il 26 settembre 1850, situata sul lato est di Mare Street, all'epoca nella contea del Middlesex. Questa chiuse il 1º dicembre 1870 e fu rimpiazzata da una stazione sul lato ovest di Mare Street, progettata dall'architetto Edwin Henry Horne. Questa stazione passò in seguito sotto la gestione della London and North Western Railway e più tardi della London, Midland and Scottish Railway, che chiuse l'intera linea North London a est di Dalston Junction al traffico passeggeri nel 1944.
Immediatamente a ovest della stazione la  Great Eastern Railway aprì nel 1894 un deposito merci, chiuso nel 1965. Quest'area fu infine utilizzata per collegare la linea North London con quella della Great Eastern, in previsione della chiusura della stazione di Broad Street. Il collegamento, denominato "Graham Road Curve", fu aperto al traffico nel 1985.
La stazione fu riaperta il 12 maggio 1980 dalla British Rail come parte del servizio Crosstown Linkline, con il nome di Hackney Central, in un nuovo edificio con una posizione leggermente più a ovest di quella del 1870. L'edificio di Horne del 1870 non è più utilizzato dalla stazione, e ora ospita un ristorante e bar; rimane uno degli unici due edifici della NLR ancora esistenti (l'altro è la stazione di Camden Road, tuttora utilizzata). L'accesso alla nuova stazione è possibile per mezzo di un vicolo adiacente al vecchio edificio o da un più diretto ingresso su Amhurst Road.   
Come parte del passaggio della linea North London alla gestione della London Overground, la linea chiuse fra le stazioni di Gospel Oak e Stratford nel febbraio 2010 per consentire l'installazione di nuovi sistemi di segnalazione e l'allungamento delle banchine. La linea riaprì il 1º giugno 2010, inizialmente con un servizio ridotto. Il servizio a pieno regime riprese il 22 maggio 2011.
Un nuovo ingresso dal lato sud, su Graham Road, è stato aperto nel luglio 2022. Altre migliorie apportate includono l'ampliamento del parcheggio per biciclette, due nuove biglietterie automatiche e il passaggio dell'intero sistema di illuminazione all'utilizzo di luci a LED. Il nuovo ingresso sud consente l'accesso diretto alla banchina in direzione ovest e un migliore interscambio con le fermate degli autobus.

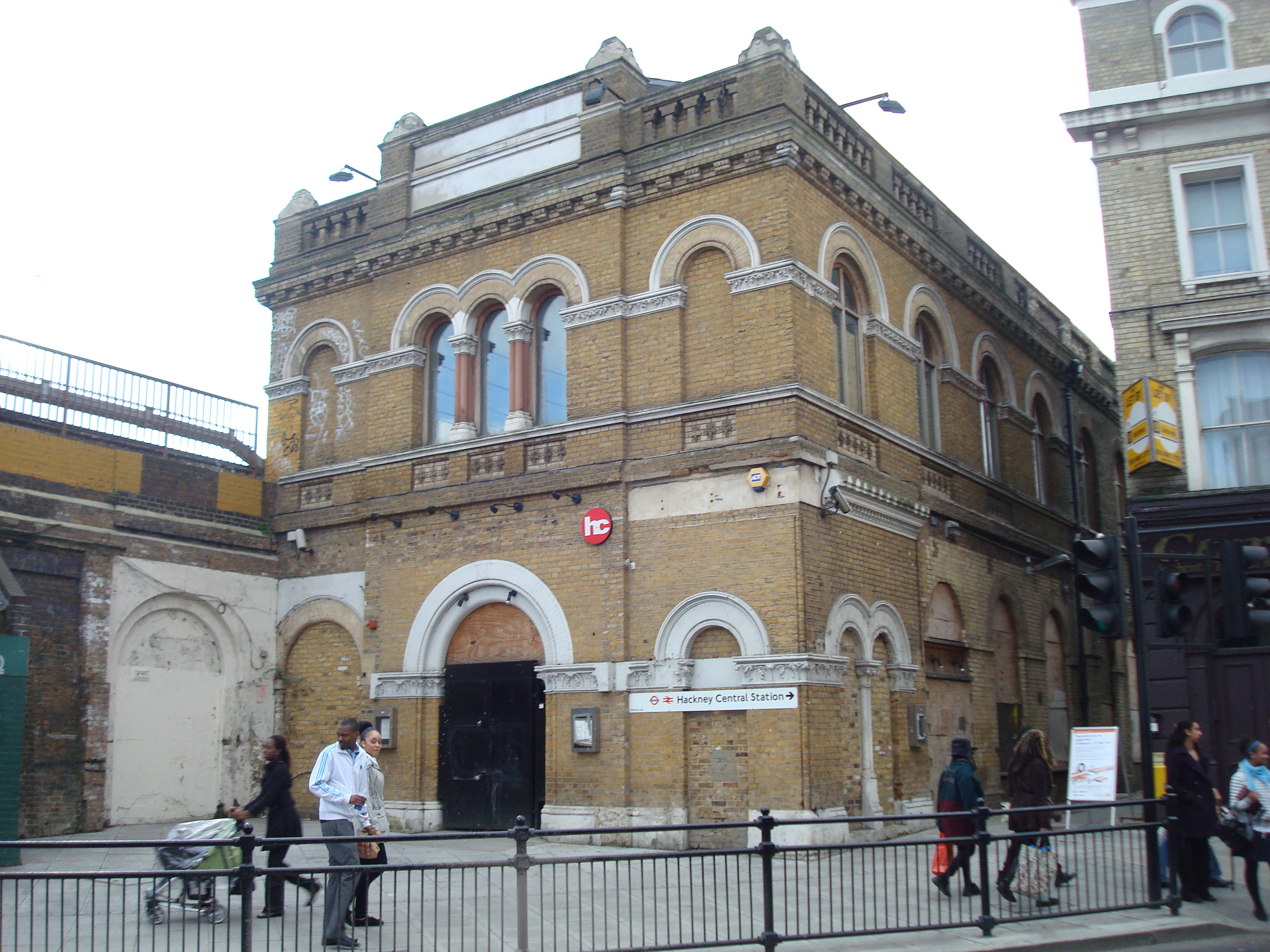
Edificio originale della stazione progettato dall'architetto Edwin Henry Horne

### Sviluppi futuri

#### Crossrail 2
Hackney Central è una delle fermate proposte sulla linea Crossrail 2, in una potenziale diramazione orientale. Le banchine sarebbero sotterranee e collegate all'edificio di superficie esistente.

#### Docklands Light Railway
Nel febbraio 2006  il rapporto Horizon 2020 della Docklands Light Railway (DLR) suggeriva che la DLR venisse estesa dalla stazione di Bow Church sul vecchio tracciato della linea North London, per collegare Poplar e Canary Wharf. Il progetto non ha avuto seguito.

## Strutture e impianti
Hackney Central è una stazione di superficie passante, con due binari, con due banchine che possono ospitare treni di lunghezza fino a quattro carrozze. La sola banchina in direzione est è accessibile ai passeggeri con disabilità.
Si trova nella Travelcard Zone 2.

## Movimento
L'impianto è servito dai treni della linea Mildmay della London Overground, erogati da Arriva Rail London per conto di Transport for London.

## Interscambi
La stazione è connessa alla stazione di Hackney Downs da un collegamento pedonale diretto fra le due stazioni, aperto nel luglio 2015.
Nelle vicinanze della stazione effettuano fermata alcune linee automobilistiche urbane, gestite da London Buses.
- Stazione ferroviaria (Hackney Downs, London Overground)
- Fermata autobus